# Agriculture au Bénin

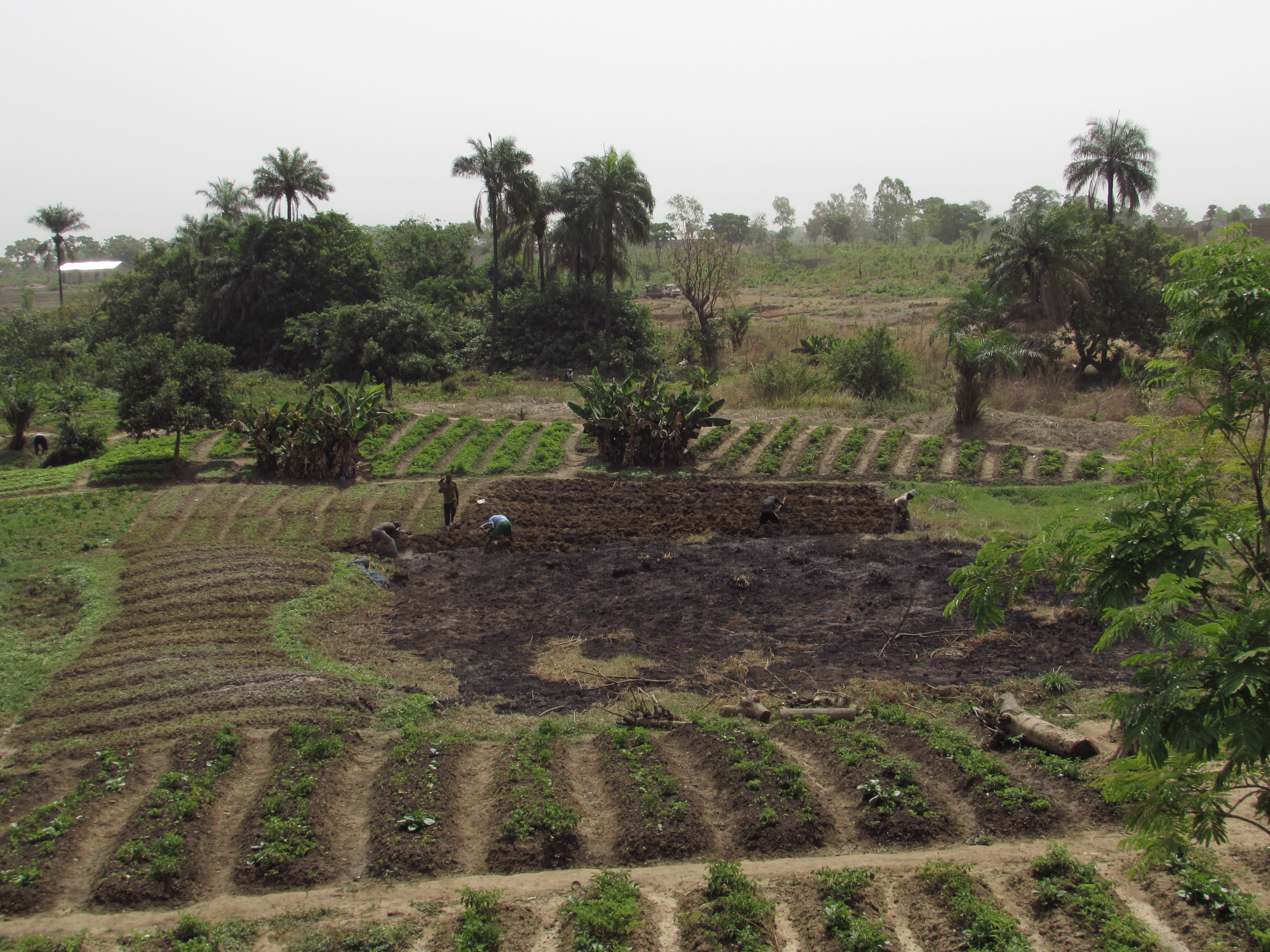
Cultures près de Djougou (mars 2014).

L'agriculture est le premier secteur économique du Bénin après celui des services. Elle contribue pour 32,7 % en moyenne au PIB, 75 % aux recettes d’exportation, 15 % aux recettes de l’État et fournit environ 70 % des emplois. Elle contribue aussi et surtout à assurer la sécurité alimentaire du pays. Les Chambres d’Agriculture du Bénin représentent les acteurs agricoles au Bénin.

## Production
Le Bénin a produit en 2018:
- 3,8 millions de tonnes de manioc (17e producteur mondial);
- 2,7 millions de tonnes d'igname (4e producteur mondial derrière le Nigeria, le Ghana et la Côte d'Ivoire);
- 1,5 million de tonnes de maïs;
- 758 000 tonnes de coton (12e producteur mondial);
- 598 000 tonnes d'huile de palme;
- 459 000 tonnes de riz;
- 372 000 tonnes d'ananas;
- 319 000 tonnes de sorgho;
- 253 000 tonnes de tomate;
- 225 000 tonnes d'arachide;
- 221 mille tonnes de soja;
- 215 000 tonnes de noix de cajou (5ème producteur mondial, perdant uniquement au Vietnam, à l'Inde, à la Côte d'Ivoire et aux Philippines);

En plus de petites productions d'autres produits agricoles, comme karité (13 000 tonnes), orange (15 000 tonnes) et noix de coco (17 000 tonnes).

## Caractéristiques générales

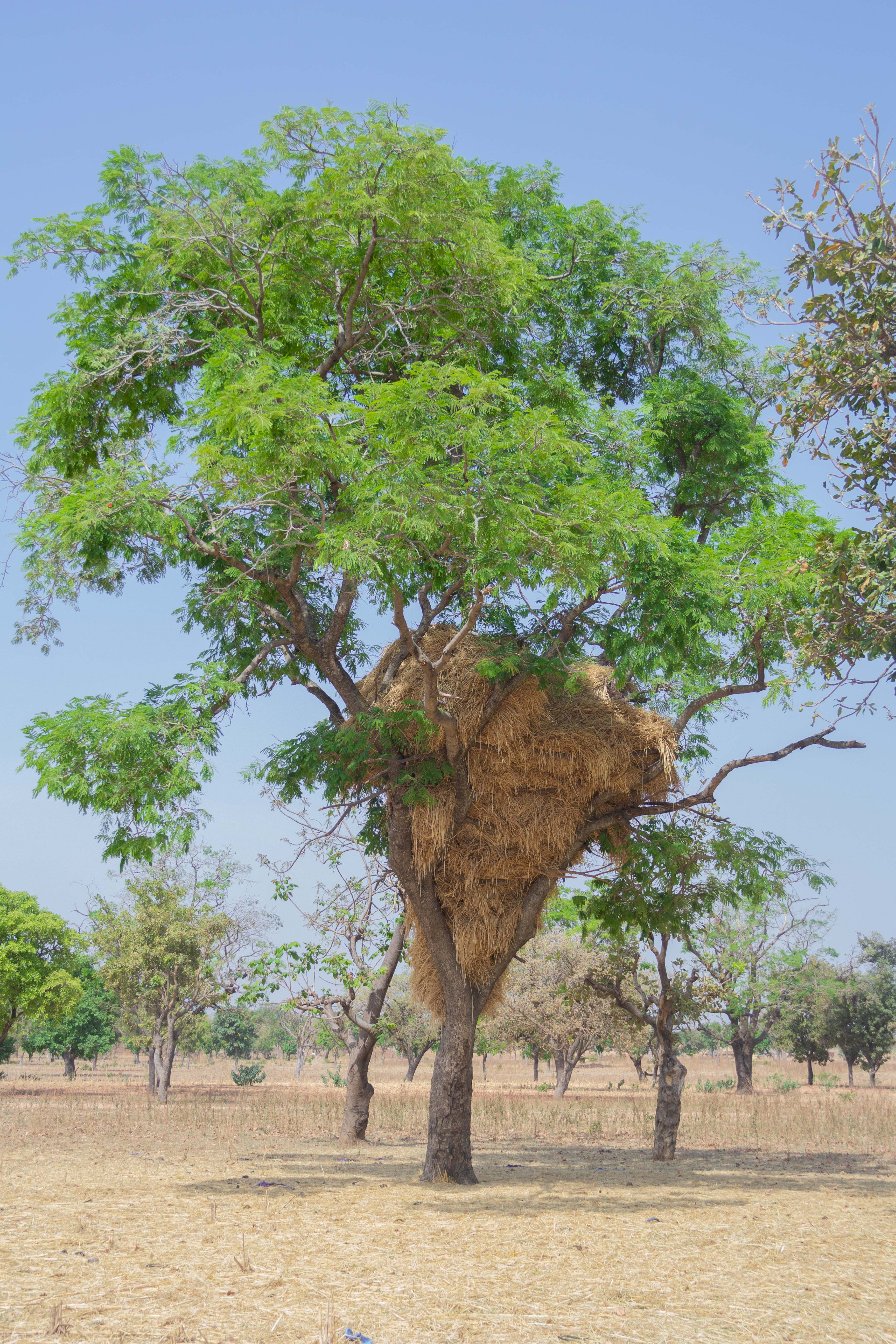
Pratique ancestrale de stockage du foin.

Sur une superficie totale de 11,47 millions d’hectares, les terres cultivables ne représentent que 2,6 millions d’ha en 2015.
300 000 ha sont irrigables, notamment dans des zones situées dans les nombreuses dépressions naturelles que compte le pays. Mais, malgré ces potentialités, peu d'installations d'irrigation ont été mises en place.
Le nombre d’exploitations agricoles est estimé à environ 550 000 (chiffres 2008). Il s’agit en majorité de petites et moyennes exploitations de type familial orientées vers la polyculture associée souvent à un petit élevage. Leur superficie moyenne est estimée à 1,7 ha. 34 % font moins d’un hectare. Seulement 5 % dans le Sud et 20 % dans le Nord du pays font plus de 5 ha.

## Politique de développement agricole
Le Bénin met actuellement l'accent sur le  développement du secteur agricole. Celui-ci doit répondre à trois défis majeurs portant sur la couverture des besoins alimentaires, l’accroissement des revenus et l’amélioration de la productivité et de l’attractivité de l’activité agricole et du milieu rural.
Pour atteindre ces objectifs, le gouvernement a adopté un Plan stratégique de relance du secteur agricole (PSRSA). Ce plan comprend une série de mesures :  fourniture d'intrants spécifiques aux différentes productions, développement de la mécanisation, mise en place de structures de soutien au développement des filières, aménagements hydro-agricoles des grandes vallées, promotion des grandes exploitations,  mise en place d’un dispositif de financement, de crédit et d'assurance spécifique à l'agriculture. Il prévoit également de mieux encadrer les producteurs en recrutant des techniciens-conseils.

## Productions agricoles

### Cultures
Parmi les cultures produites, on trouve principalement : les céréales (maïs, riz…), les racines et tubercules (igname, manioc…), les légumineuses (niébé, soja …), les cultures maraîchères (tomate, piment, oignon, carotte…), et d'autre qui ne sont pas développées.

#### Maïs
La production annuelle de maïs est estimée à plus de 1 300 000 tonnes en 2014. 
C’est la céréale la plus consommée dans le pays, loin devant le riz. Elle est consommée sous diverses formes: épis grillés, grains torréfiés sous forme de semoules, farine pour la préparation de pâtes et galettes, grains humidifiés pour la production de la farine fermentée traditionnelle servant à la préparation de diverses bouillies,… Le maïs contribue ainsi très largement à la sécurité alimentaire de la population. 
Il est aussi utilisé en alimentation animale (aviculture notamment) et en brasserie. 
Une partie de la production est exportée vers les pays voisins : Nigéria, Niger et Togo.

#### Riz

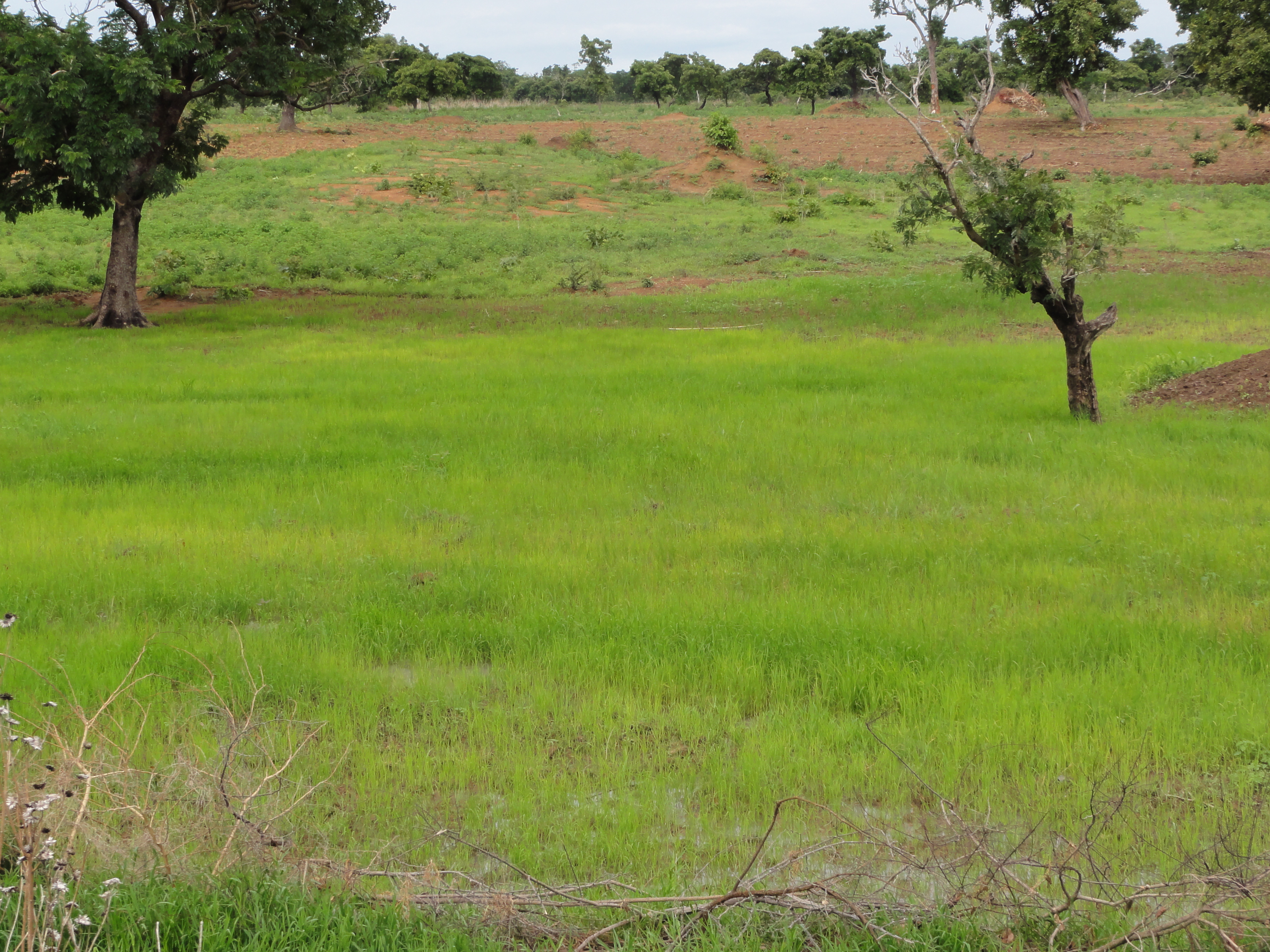
Rizière au Bénin.

Le riz est aussi un produit stratégique très consommé par la population. Selon les sources, la consommation est de 30 à 45 kg de riz blanc par habitant et par an.
La production de riz paddy est de l'ordre de 234 000 tonnes en 2014, ce qui permet après transformation de donner 140 000 tonnes environ de riz blanc. L'augmentation est de plus de 80 % par rapport à 2010. Mais les besoins sont bien supérieurs, ce qui nécessite des importations massives en provenance des pays d'Asie. Le volume des importations pour le pays est difficile à quantifier dans la mesure où le Bénin est un pays de transit (importations et réexportations), notamment pour le riz à destination du Nigeria. Selon les années, il est estimé entre 200 000 et 400 000 tonnes.
La riziculture est essentiellement pratiquée par de petits exploitants familiaux. Les superficies moyennes par exploitant demeurent inférieures à 1 ha.
On distingue trois systèmes de production :
- La riziculture de plateau : c'est une riziculture pluviale dépendante des conditions climatiques. Le riz est cultivé, soit sous des plantes pluriannuelles, soit associé ou en rotation avec d'autres cultures vivrières. Les rendements dépassent rarement 1,5 tonne à l'ha.
- La riziculture de bas-fonds : elle est dominante dans la mesure où le pays dispose de bas-fonds sur toute l'étendue de son territoire. Les rendements peuvent atteindre 3 à 4 tonnes ha en conditions optimales.
- La riziculture irriguée : elle est pratiquée dans des bas-fonds aménagés. La double culture annuelle peut être pratiquée en raison de la maîtrise de l'eau. Les rendements sont alors supérieurs à 3 tonnes/ha. Mais ce type de riziculture reste marginal.

#### Manioc
Le manioc occupe la deuxième place derrière le maïs en termes de superficie. Il est présent dans toutes les zones agro-écologiques, mais plus particulièrement dans le centre et le sud du pays. Ce sont les départements du Zou et des Collines qui sont les plus gros producteurs.
La production de manioc est essentiellement le fait de petits producteurs ruraux pratiquant des techniques de culture traditionnelles. Mais, au cours des dernières années, des variétés améliorées ont été introduites, ce qui a permis une hausse de la production. En 2010, le Bénin a produit 3,1 millions de tonnes environ, 3,5 millions en 2010 et plus de 4 millions en 2014. Les rendements sont de l’ordre de 17 tonnes à l’ha. Le manioc est cultivé, soit en culture pure, soit en association avec des céréales ou des légumineuses. 
La production est en grande partie transformée car il est difficile de conserver le manioc frais. Les principaux produits dérivés sont le gari, le tapioca et l'amidon. La transformation artisanale du manioc nécessite beaucoup de main d’œuvre, d’énergie et d’eau. Il faut par exemple 7 heures de travail pour transformer 100 kg de racines fraîches qui donnent en moyenne 21 kg de gari. Il s’agit de procédés artisanaux réalisés par les femmes en milieu rural, à titre individuel ou en groupement. Quelques usines spécialisées de taille moyenne transforment aussi le manioc en des produits de qualité destinés à l’exportation. 

#### Cultures maraîchères
Le maraîchage est une composante importante de l'agriculture béninoise. Les cultures maraîchères sont produites dans toutes les régions du Bénin, mais surtout au Sud, en zones urbaines et périurbaines et dans la vallée de l'Ouémé. Les principales productions sont la tomate, le piment, le gombo, l’oignon et les légumes feuilles (grande morelle, amarante,…). 
La production est insuffisante pour assurer l’approvisionnement des marchés des grandes villes à certaines périodes de l’année, en particulier en saison sèche. Le Bénin doit importer des quantités importantes de produits maraîchers des pays de la sous-région : Burkina Faso, Ghana, Niger, Nigéria, Togo.

### Cultures commerciales
Les plus importantes sont dans l'ordre le coton, l’ananas, l’anacarde et le palmier à huile. 

#### Coton

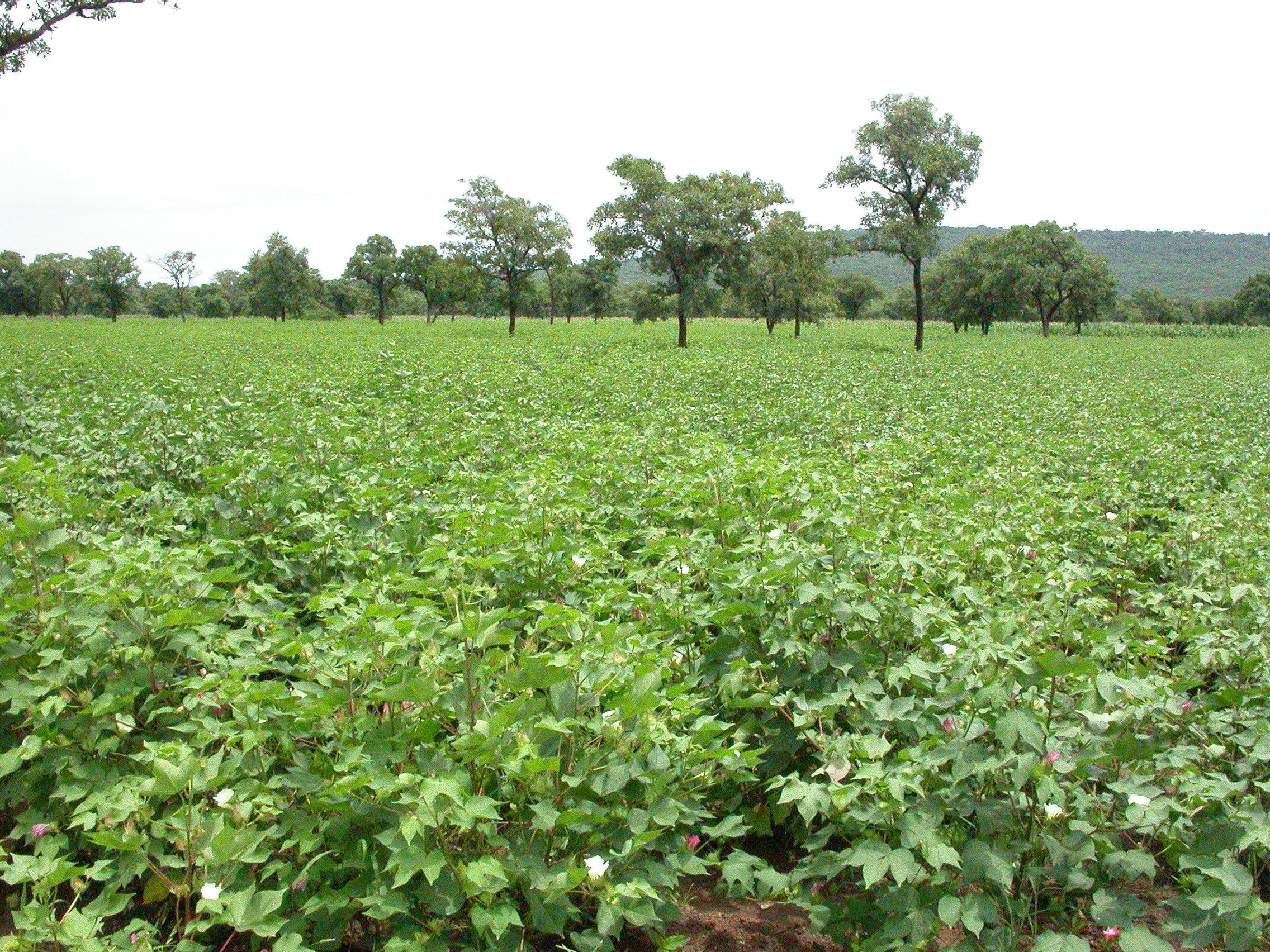
Champ de coton dans le nord du Bénin (2004).

Après avoir atteint une production record de 427 000 tonnes durant la campagne 2004/2005, la production avait fortement chuté jusqu'à 137 000 tonnes en 2010/2011. Depuis la production s'est redressée : 174 000 tonnes pour la campagne 2011/2012, 240 000 tonnes en 2012/2013, 307 000 tonnes en 2013/2014 et 393 000 tonnes en 2014/2015. Cette augmentation est importante, mais on est encore loin de l'objectif des 600 000 tonnes prévu dans le plan de relance. 
En 2014, le coton représente à lui seul 44 % en valeur du total des exportations nationales. Il demeure largement en tête des produits exportés. 
La production se concentre dans la zone Nord, dans le département de l'Alibori et dans une moindre mesure dans les départements du Borgou et de l'Atacora. Elle a reculé dans la zone Centre qui était importante dans les années 90. 
Le Bénin fait partie du groupe (appelé C4) des grands pays producteurs de l’Afrique de l’Ouest avec le Burkina Faso, le Mali, et le Tchad. Le C4 intervient dans les négociations internationales sur le commerce pour dénoncer les mesures de soutien au coton prises par les États-Unis et l’Union Européenne qui créent des distorsions de concurrence au détriment des pays africains pauvres.

#### Ananas

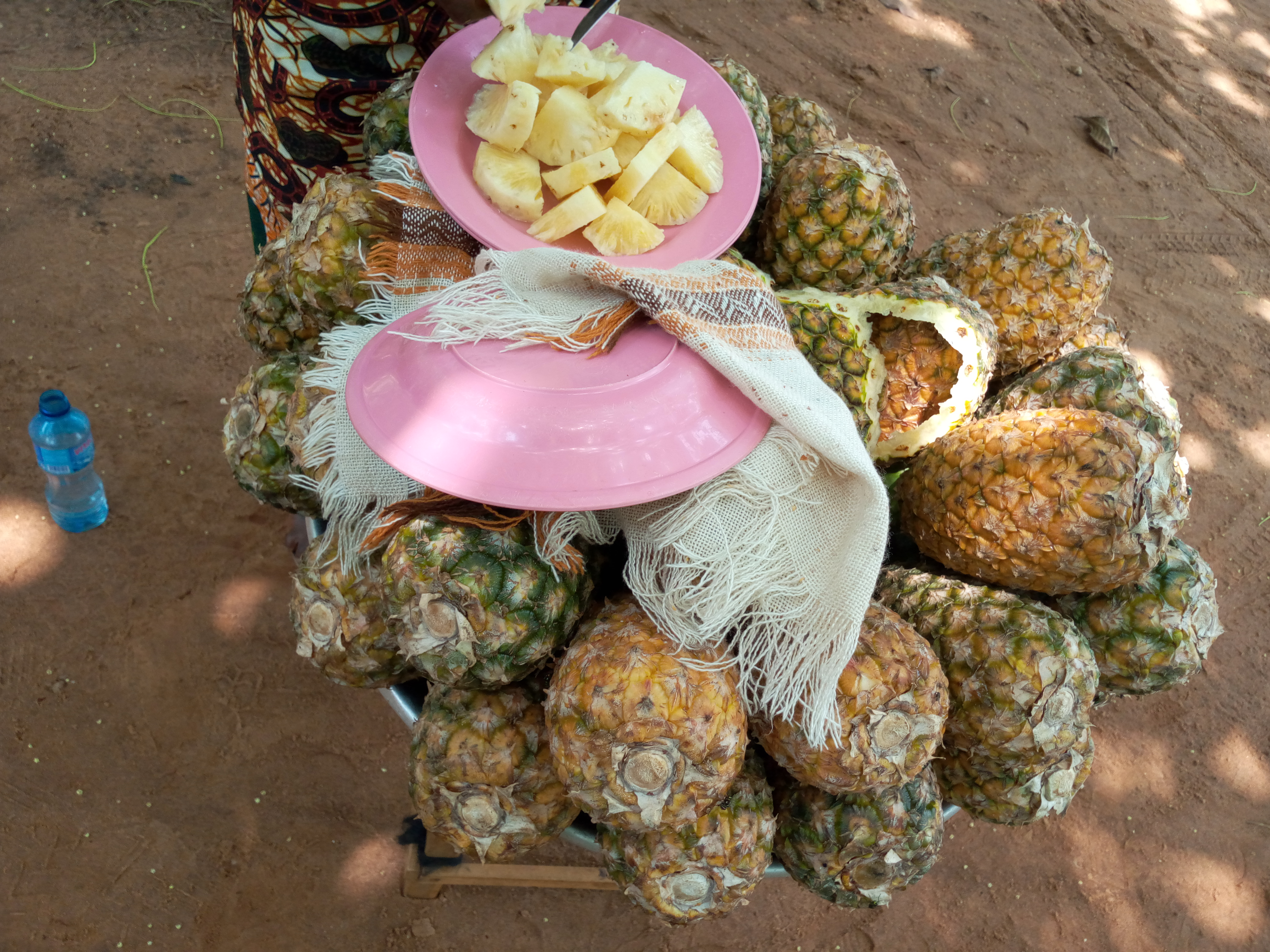
Ananas du Bénin

La production, localisée dans le sud du pays dans le département de l'Atlantique, était de l'ordre de 315 000 tonnes en 2015. Elle est écoulée pour sa plus grande part sur les marchés locaux ; le reste est exporté vers les pays africains voisins, et pour une faible part vers l'Europe. Le gouvernement souhaite développer fortement cette production, avec un objectif de 600 000 tonnes, mieux organiser la filière, et en faire une filière exportatrice, source de devises, vers les pays du Nord. La qualité gustative de l'ananas béninois, en particulier de sa variété "Pain de sucre", est un atout dans cette perspective.

#### Anacarde

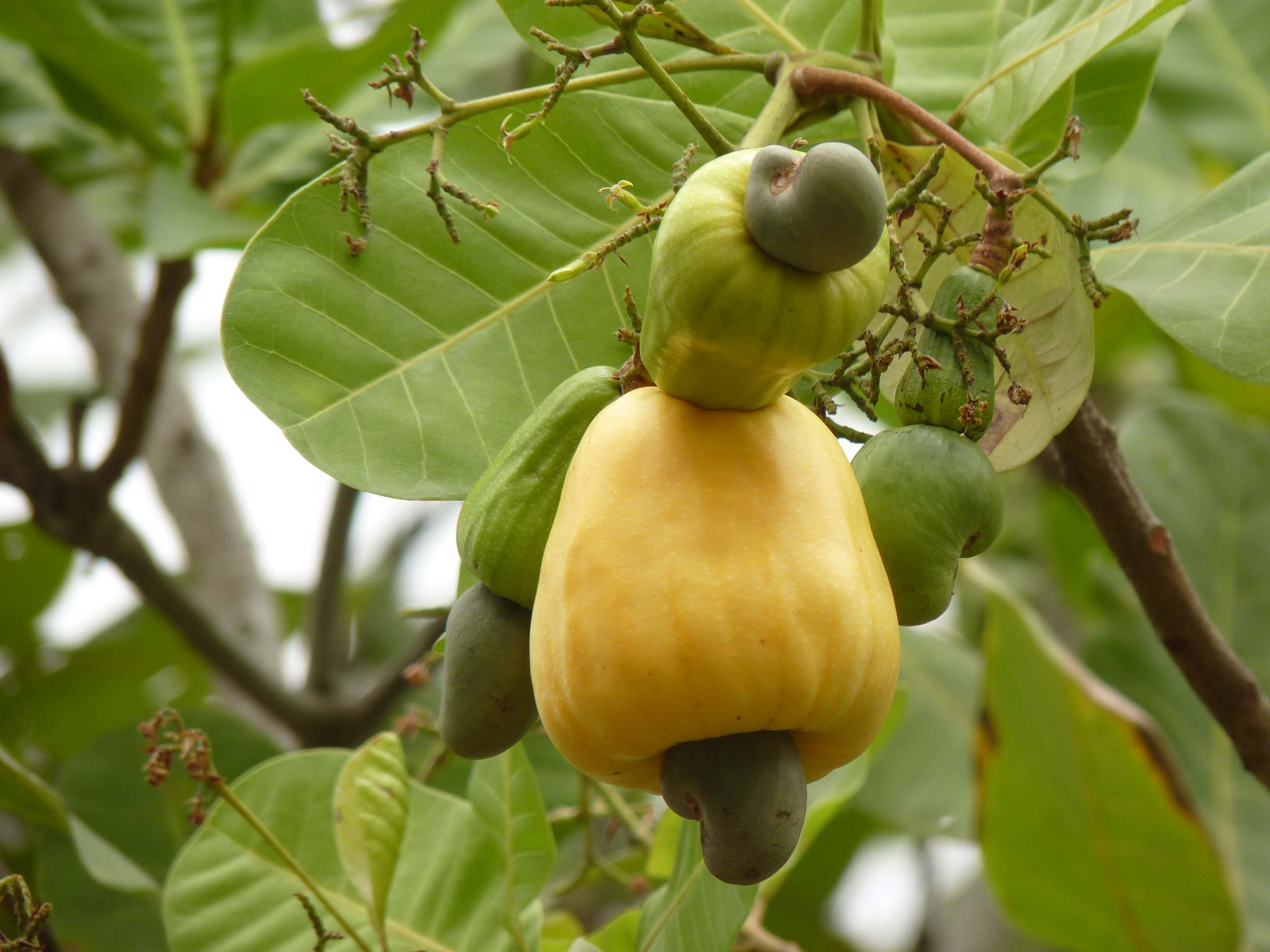
Anacardes du Bénin

La production d'anacarde ou noix de cajou a fortement augmenté au cours des dernières années. C'est le deuxième produit d'exportation du pays après le coton : 115 000 tonnes ont été exportées en 2013, principalement vers l'Inde. Le Bénin est le cinquième producteur mondial de noix de cajou.

#### Palmier à huile

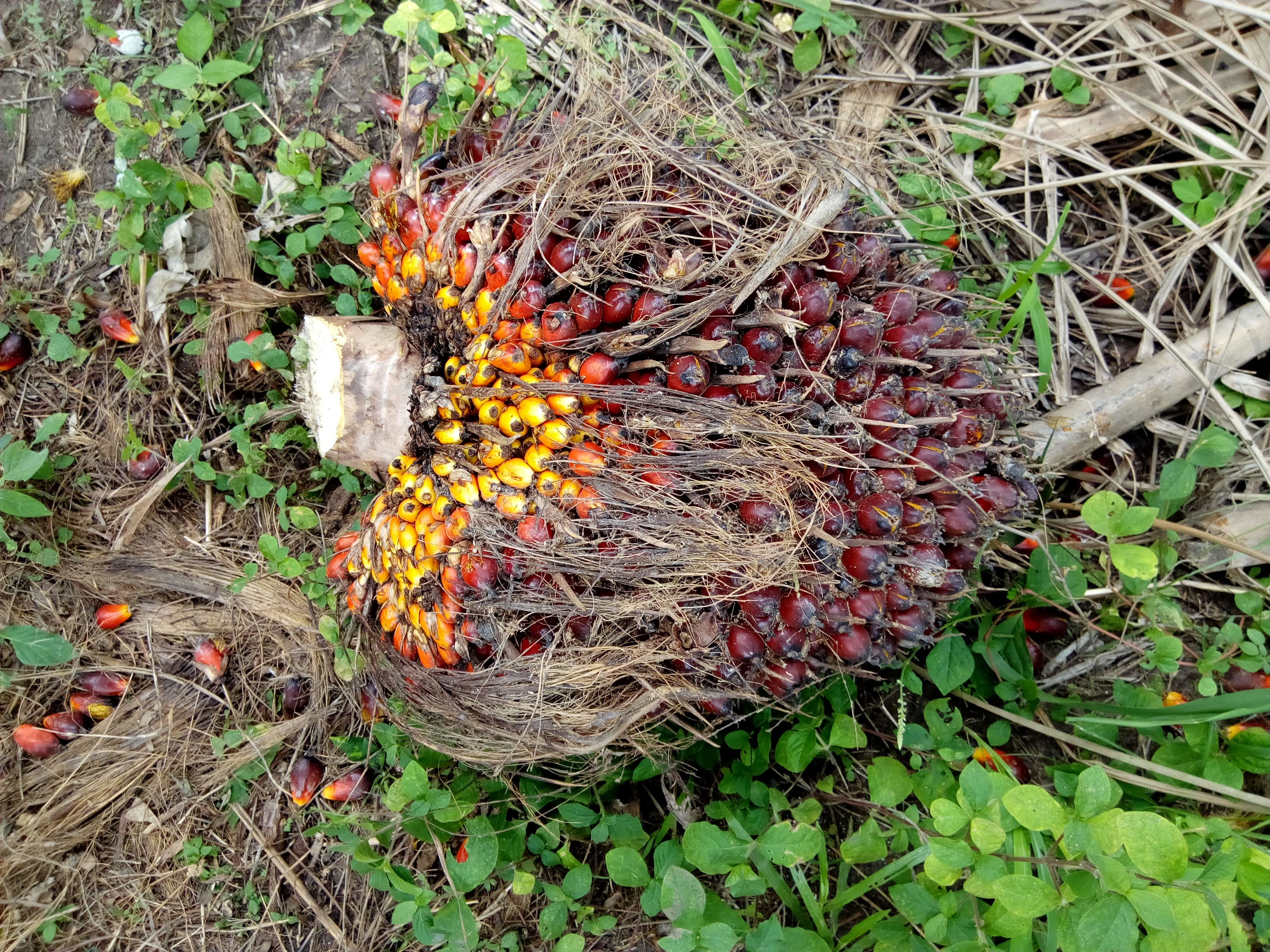
Palmier à huile du Bénin

Les plantations sont concentrées dans le sud du pays en zone littorale. En 2013, la production d'huile de palme s'élevait à environ 75 000 tonnes.

### Élevage

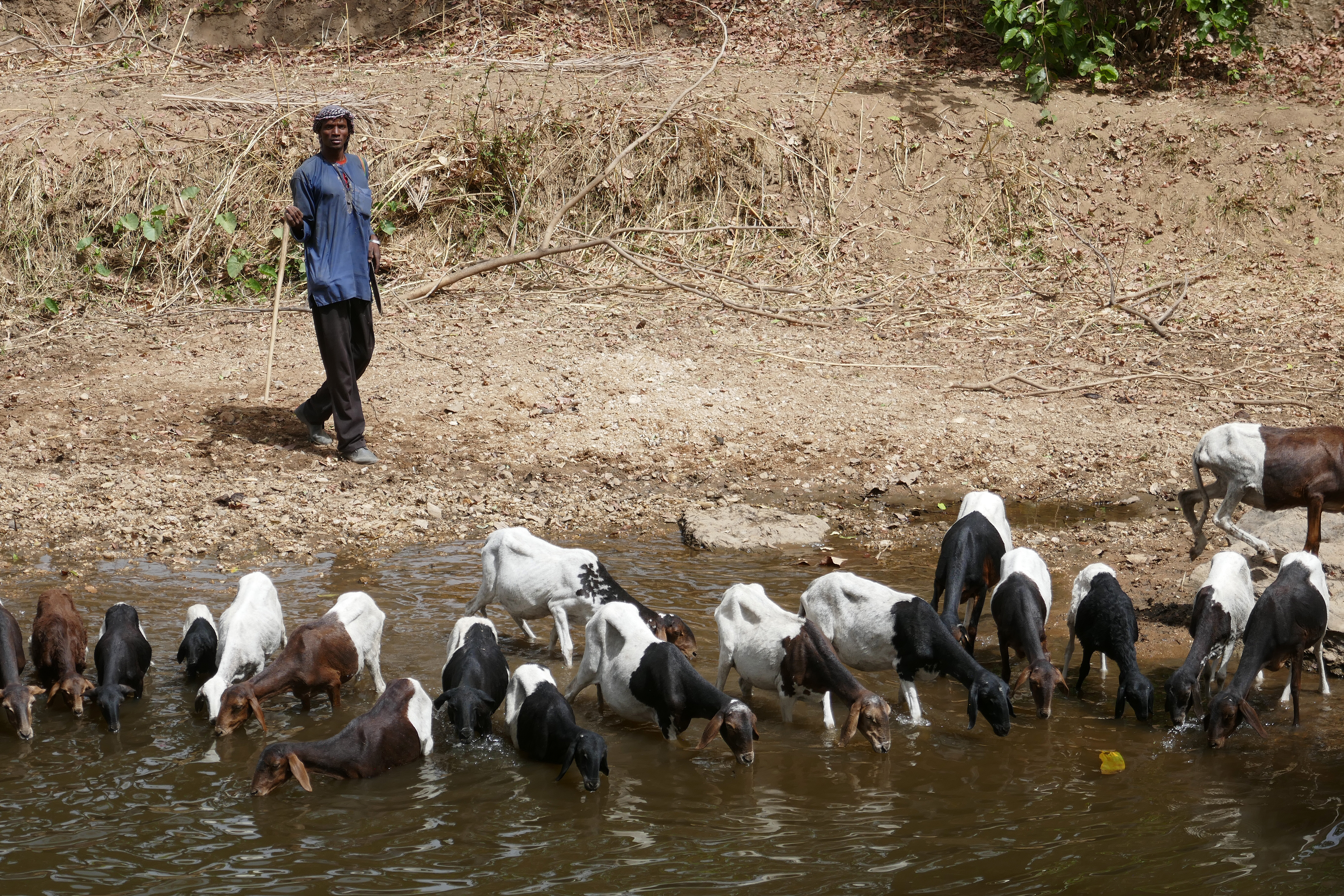
Berger peul et son troupeau au bord de la Koumagou.

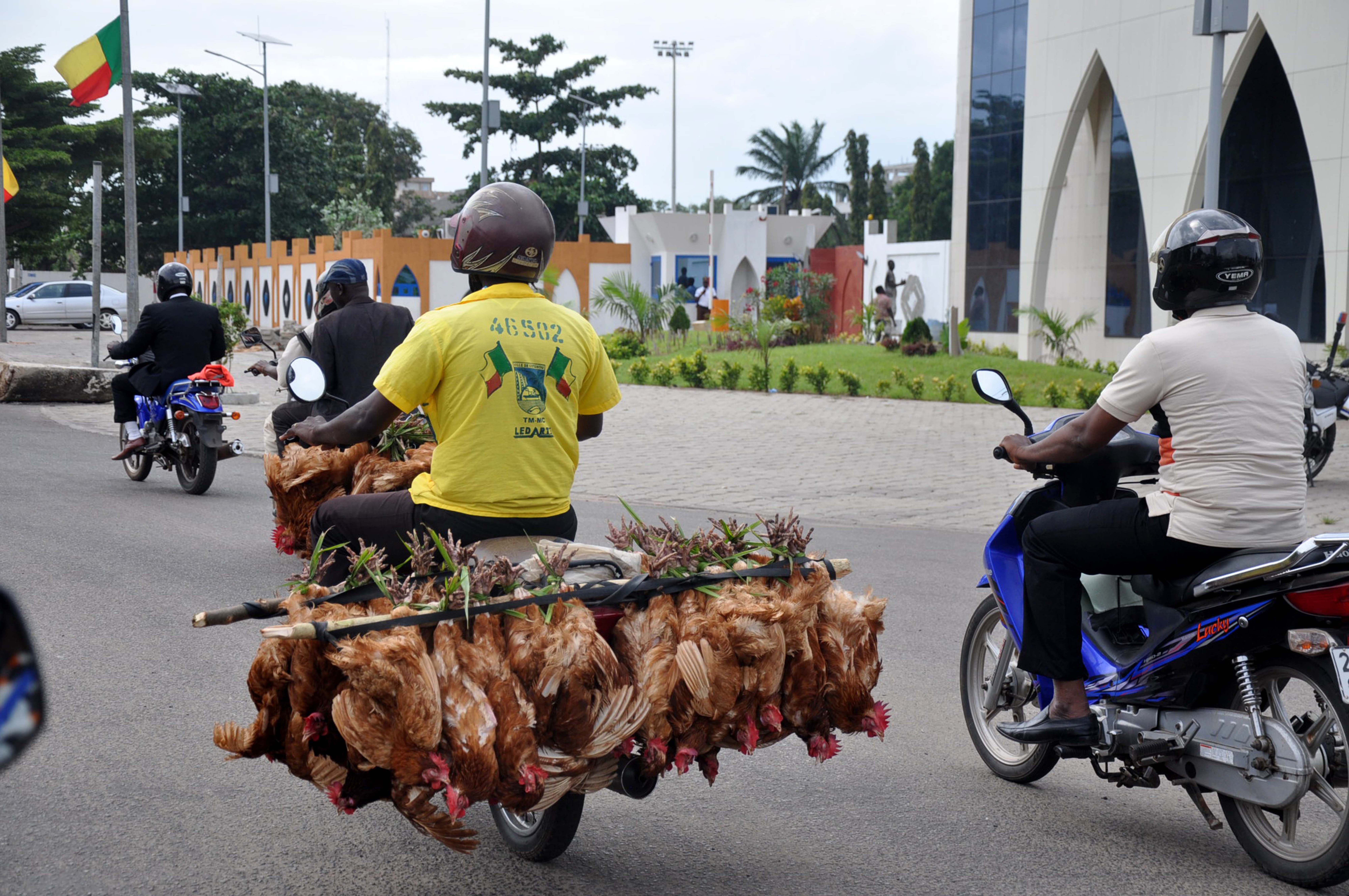
Transport de volaille à Cotonou.

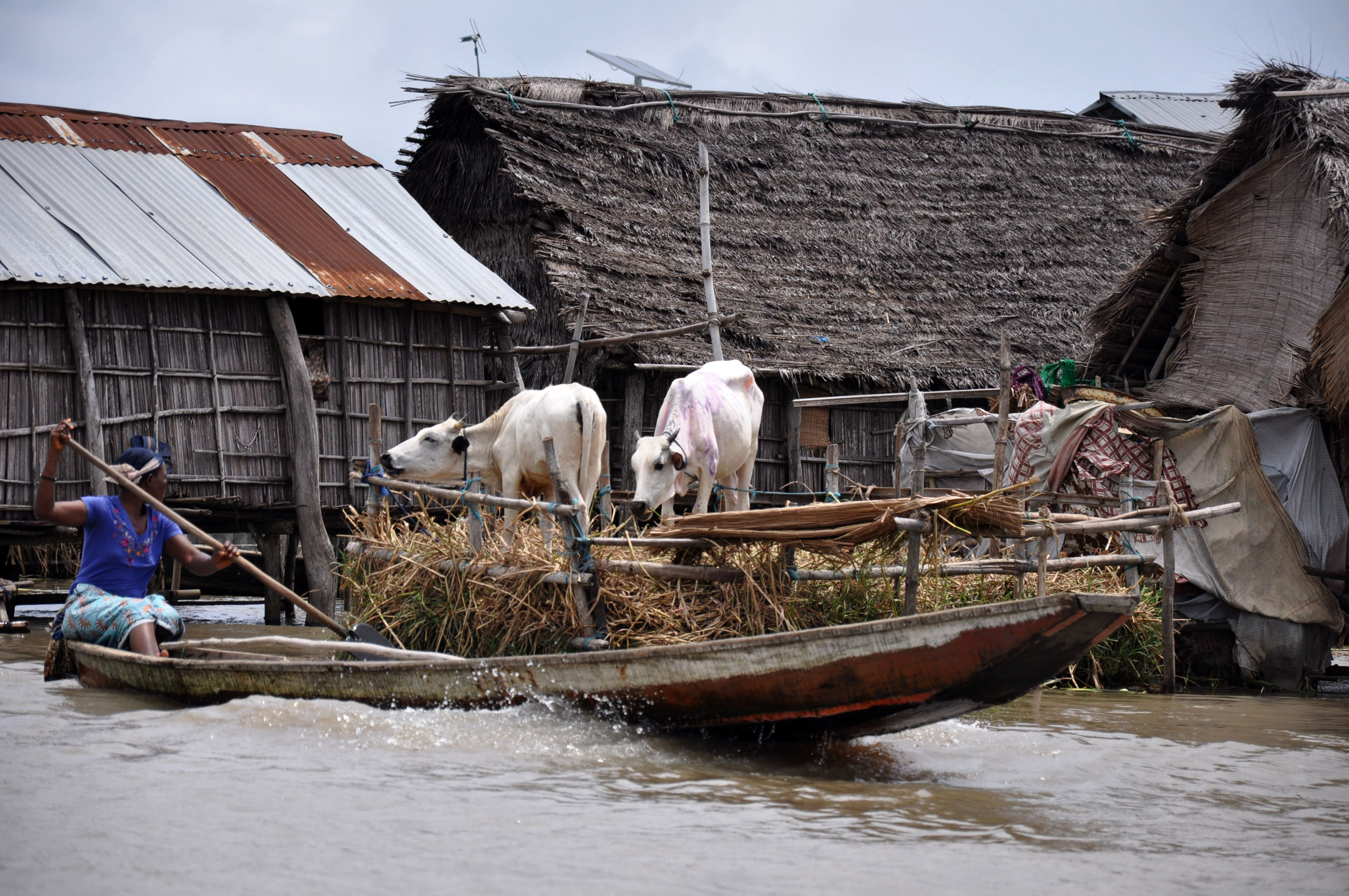
Élevage dans la cité lacustre de Ganvié.

L'élevage, notamment  celui de ruminants, a connu un essor important au cours des 20 dernières années. En 2013, les effectifs sont estimés à 2 166 000 bovins, 860 000 ovins et 1 716 000 caprins. L’élevage porcin est beaucoup moins développé avec seulement 414 000 têtes. Les volailles seraient 17,5 millions environ.  
Avec 17 % environ du PIB agricole, les productions animales représentent un secteur important de l'agriculture du Bénin. 
Le Nord du pays, de climat soudano-sahélien et soudanien, constitue la zone essentielle d'élevage des ruminants ; les seuls départements du Borgou et de l'Alibori abritent environ 67 % du cheptel national bovin et 33 % des petits ruminants. Mais cet élevage tend progressivement à se déplacer vers le centre et le sud du pays.
L'élevage est traditionnellement le fait de pasteurs et d'agropasteurs (dont l'activité  principale demeure l'élevage) pratiquant la transhumance, appartenant pour l’essentiel à l’ethnie peulh. Il est aussi de plus en plus pratiqué par des agriculteurs devenus agro-éleveurs, qui ne pratiquent pas la transhumance, mais soit confient leurs troupeaux à des peulh transhumants, soit les conduisent eux-mêmes sans les déplacer sur de longues distances. Enfin de nouveaux acteurs, souvent d'origine urbaine, se sont lancés dans cette activité à des fins spéculatives.
Les éleveurs béninois sont confrontés à de nombreuses difficultés. La plus importante concerne la raréfaction des espaces de pâturage et la dégradation des ressources naturelles. A cela s’ajoutent les nombreux conflits avec les agriculteurs sédentaires. 
Par ailleurs, l’ANOPER (association nationale des organisations professionnelles d'éleveurs de ruminants du Bénin) déplore que l’élevage ne soit pas une priorité dans les politiques agricoles du pays ; il est peu présent dans le PSRSA. 

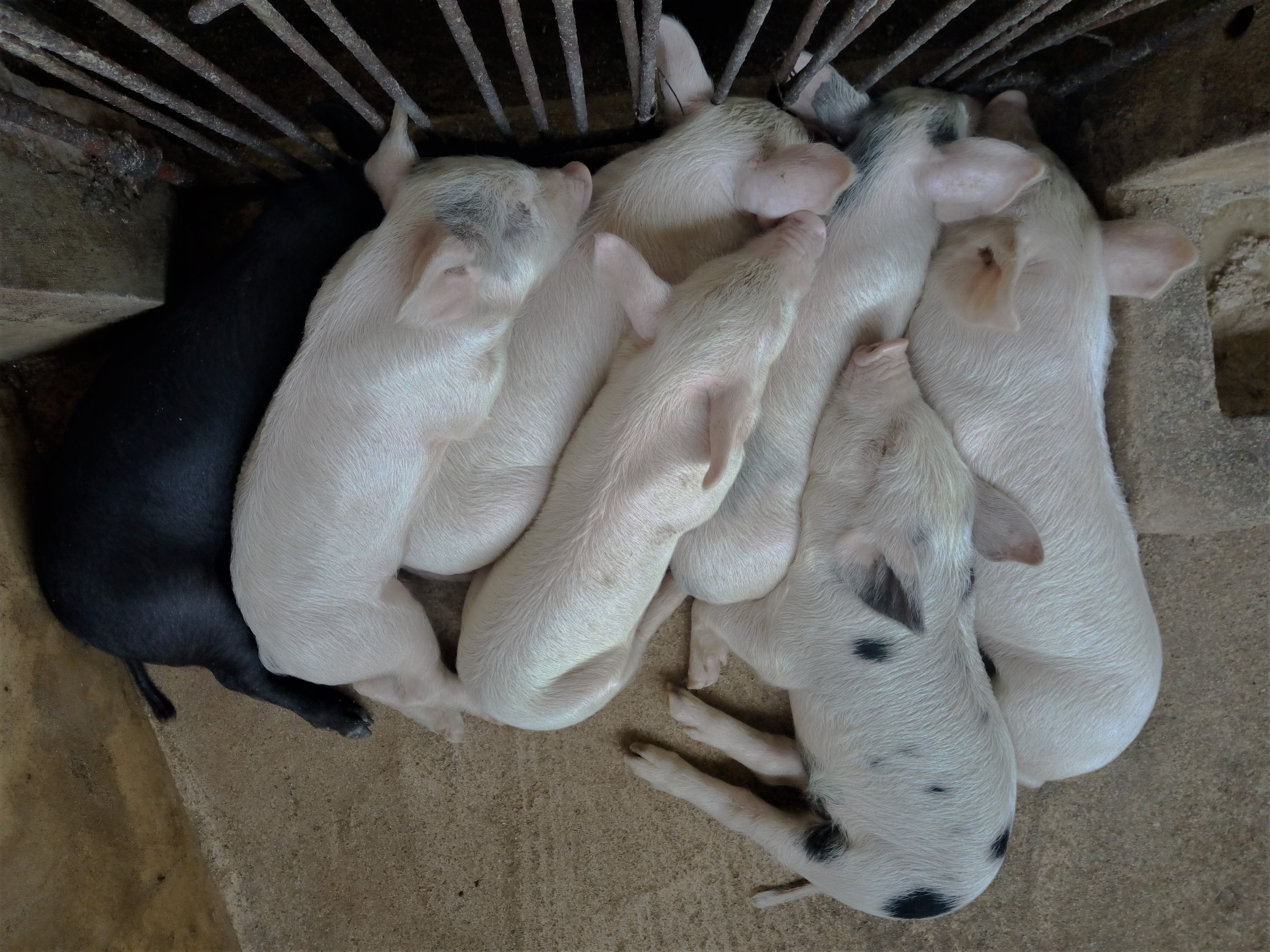
Cochonnets (petits du cochon) de race métisse de couleur blanche dans un enclos sur une ferme à Porto-Nono au Bénin.

Les productions animales ne suffisent pas à satisfaire la demande nationale ; elles ne couvrent que 40 % des besoins. Le Bénin importe de ce fait de la viande à partir des pays sahéliens et de la poudre le lait d'origine européenne ; les importations de poudre de lait ont quadruplé au cours des 10 dernières années.

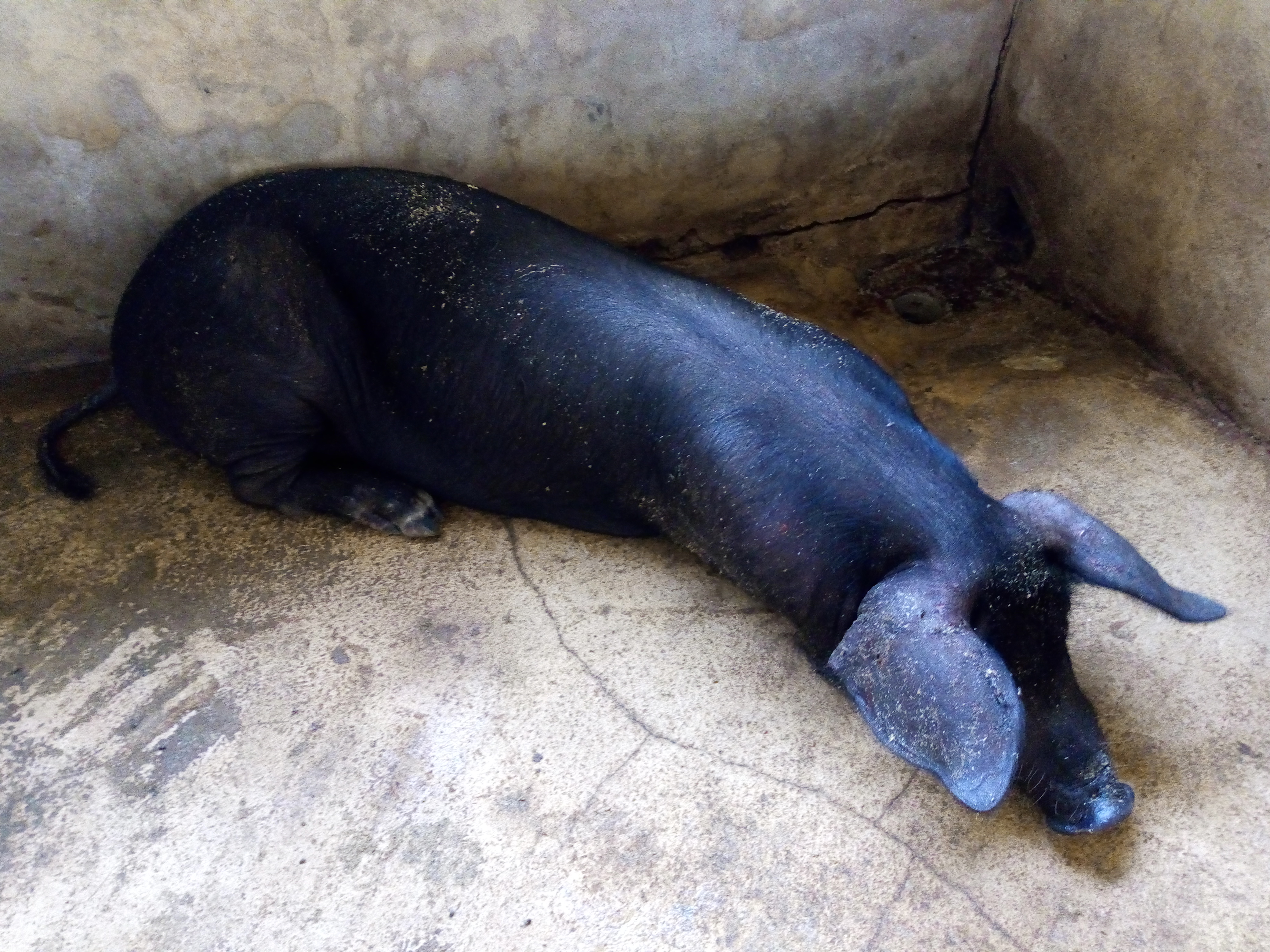
Une truies (femelles du cochon) de race métis de couleur noire au repos dans un enclos sur une ferme à Porto-Nono au Bénin.

## Pêche

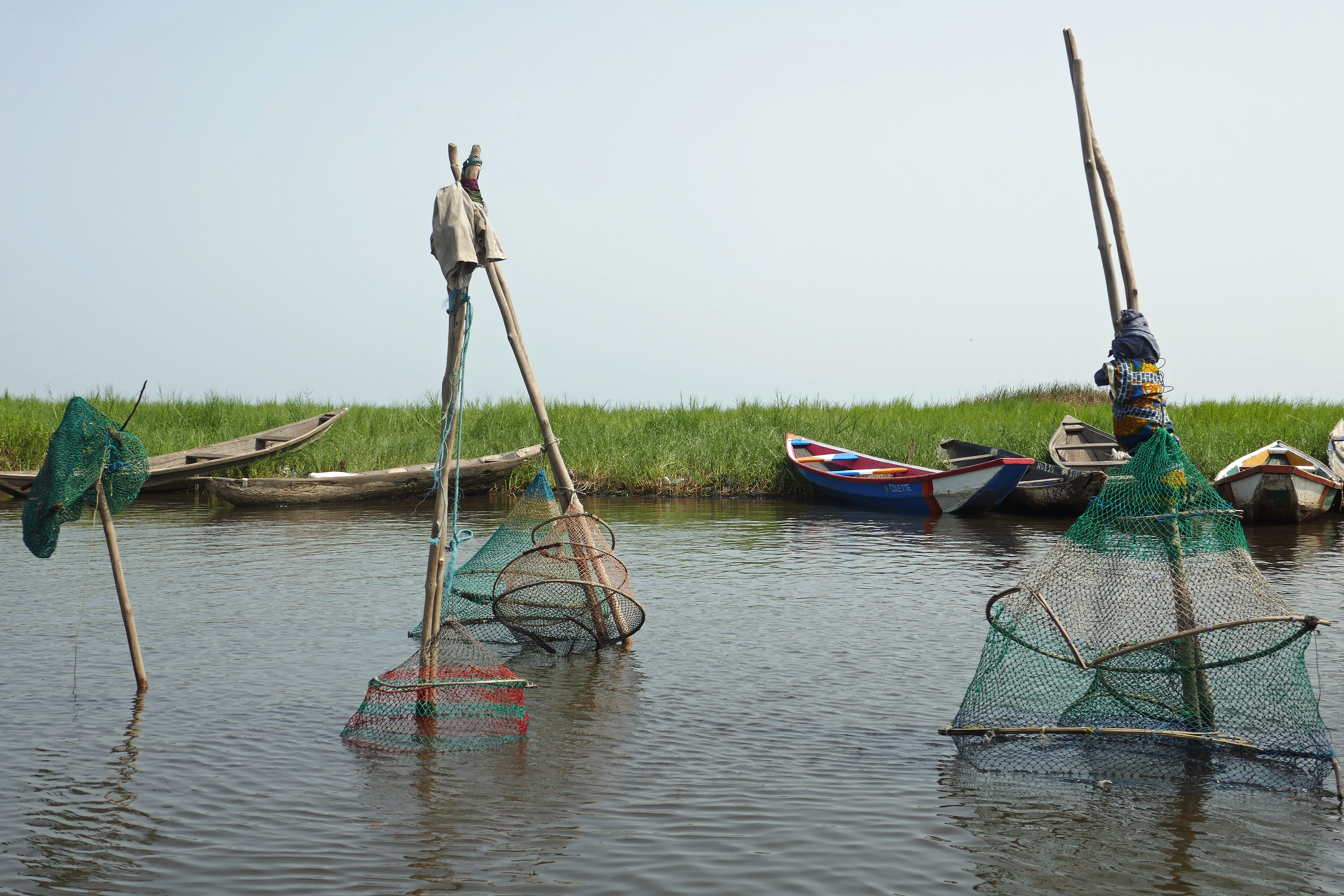
Paniers de pêche à Ganvié.

La production halieutique s'est élevée à environ 43 800 tonnes en 2014 dont 14 100 tonnes de pêche maritime et 29 700 tonnes de pêche continentale. La pêche maritime est pour l'essentiel pratiquée par des artisans pêcheurs sur les 120 km de côtes que compte le pays, la pêche industrielle représentant à peine 4 % des prises. La pêche continentale est beaucoup plus développée. Elle est pratiquée par 50 000  pêcheurs environ dans les cours d'eau, et surtout dans les nombreux lacs et lagunes dont dispose le pays. 
Bien qu'élevée, la production halieutique  ne couvre pas les besoins nationaux estimés à 90 000 tonnes. Le Bénin doit avoir recours aux importations pour satisfaire la demande croissante des populations.

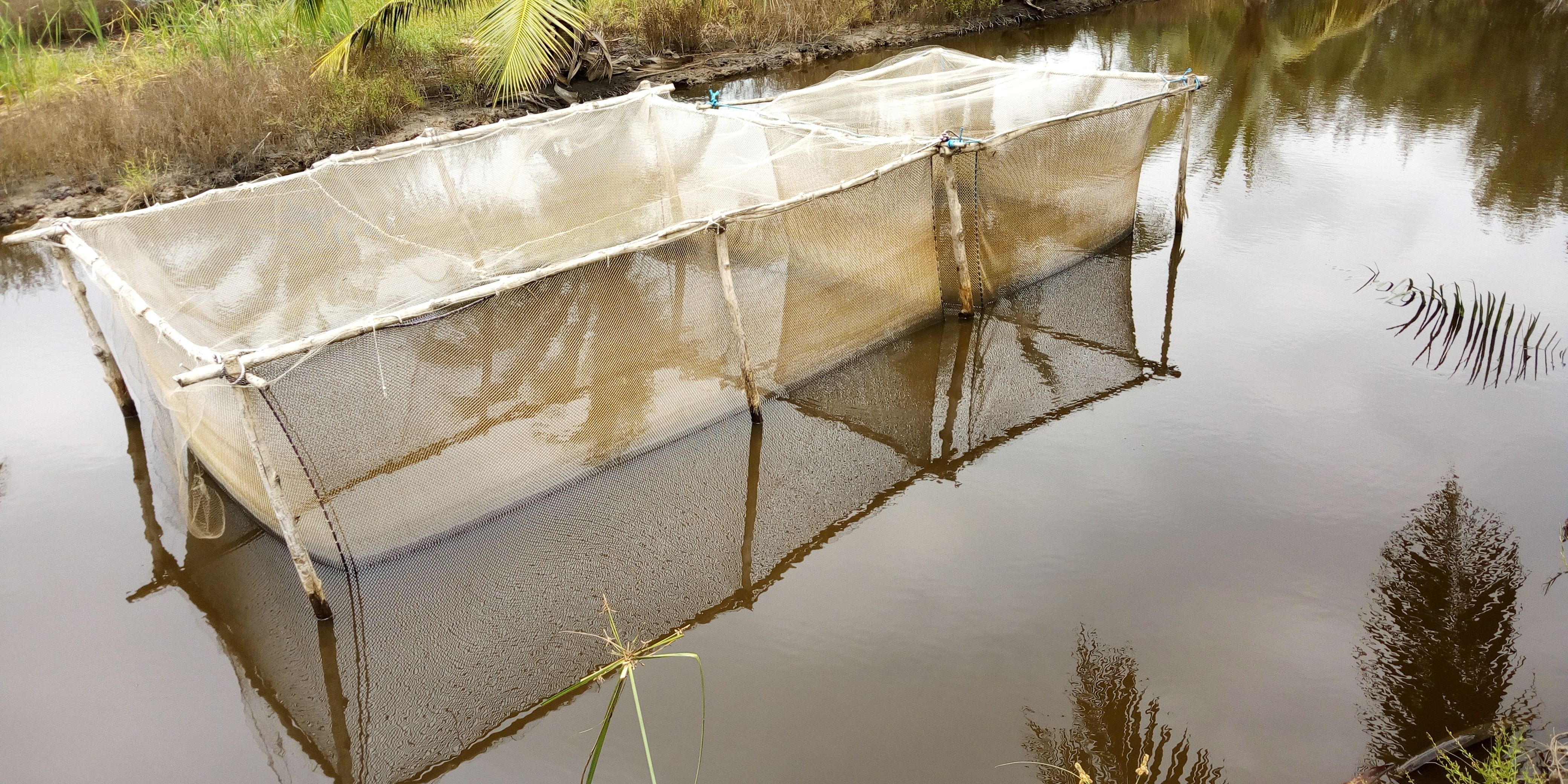
Enclos ou cage de pêche dans l'eau au bénin